# Distruttore (informatica)
I distruttori, in informatica e specificamente nella programmazione orientata agli oggetti, sono degli eventi particolari che vengono invocati automaticamente quando l'oggetto viene distrutto.
 
Sono stati concepiti per liberare le risorse utilizzate dall'oggetto, definite dalla loro classe e create dal corrispondente costruttore ed eventualmente le altre risorse allocate dinamicamente durante l'esecuzione dei metodi dell'oggetto stesso.

## Uso
Nella creazione del codice di un distruttore occorre agire con particolare attenzione, in quanto per evitare fenomeni di memory leak si deve essere certi che tutte le strutture dati liberino correttamente la memoria da loro utilizzata compresa quella eventualmente utilizzata da altre strutture annidate al loro interno.
Il distruttore, a differenza del costruttore, non può accettare nessun tipo di parametro, perché se non chiamato esplicitamente, sarà il compilatore a inserire a fine programma la chiamata al distruttore. Per questo motivo, per ogni classe può esserci un solo distruttore, rendendo impossibile l'overloading.
Non è obbligatorio che un distruttore sia dichiarato public. L'esempio:
```
class
 
A
 
{
int
 
i
;

       
~
A
()
 
{}
 

public
:
 
A
(
int
 
v
)
 
{
i
=
v
;}
 

};

int
 
main
(
int
 
argc
,
 
char
*
 
argv
[])

{

  
A
 
*
a
 
=
 
new
 
A
(
2
);
 
// ok

  
// A b(1);  <----- non ammesso perché il distruttore è privato (error C2248: 'A::~A' : cannot access private member declared in class 'A')

}

```

compila perfettamente ma impedisce che un oggetto di classe A venga istanziato sullo stack ma consente che venga istanziato sullo heap. È ovvio tuttavia che un metodo di distruzione debba essere fornito all'utente il quale, a questo punto, può accettare anche dei parametri e tornare dei valori. 
Esempio:
```
class
 
A
 
{
int
 
i
;

static
 
int
 
count
;

                
~
A
 
()
     
{}

public
:
          
A
 
(
int
 
v
){
i
=
v
;
 
count
++
;}

static
 
bool
 
Delete
 
(
A
 
*
a
)
 
{
if
 
(
!
count
)
 
return
 
false
;
 
count
--
;
 
delete
 
a
;
 
return
 
true
;}

};

int
 
A
::
count
 
=
 
0
;

int
 
main
(
int
 
argc
,
 
char
*
 
argv
[])

{

  
A
 
*
a
 
=
 
new
 
A
(
2
);

  
bool
 
b
 
=
 
A
::
Delete
 
(
a
);
// b=1

  
b
 
=
 
A
::
Delete
 
(
a
);
     
// b=0

}

```

### Linguaggigarbage collected
Nei linguaggi che mettono a disposizione un garbage collector, il distruttore è spesso inutile in quanto le risorse occupate da un oggetto vengono automaticamente liberate nel momento in cui non c'è più nessun riferimento all'oggetto stesso. In questi linguaggi è generalmente possibile utilizzare o definire ugualmente appositi metodi per ottenere il medesimo effetto, nei casi in cui si desideri disattivare il garbage collector, in quanto per alcuni task critici potrebbe risultare troppo inefficiente. Esempio di linguaggi di programmazione fra i più conosciuti a utilizzare il meccanismo della garbage collection sono Java e la versione 2 di Objective-C.

## Linguaggi di programmazione

### C++
In C++ l'implementazione esplicita del distruttore è solitamente necessaria nell'implementazione di classi che gestiscono risorse. In accordo alla regola del tre, solitamente l'implementazione del distruttore è accompagnata dall'implementazione di un costruttore di copia e di un operatore di assegnamento.
```
class
 
Point

{

public
:

   
Point
();
              
// Costruttore di default

   
~
Point
();
             
// Distruttore

   
// ... altri metodi ...

private
:

   
int
 
x
;

   
int
 
y
;

}

```

### C#
Questo linguaggio possiede il garbage collection rendendo poco usati i distruttori
```
public
 
class
 
Punto

{

   
private
 
float
 
x
;

   
private
 
float
 
y
;

   
public
 
~
Punto
()
  
// Distruttore

   
{
 
// ... codice qui ...

   
}

}

```

### PHP

#### PHP 4
Nella versione 4 (e precedenti) di PHP non esisteva il distruttore. Era presente una semplice gestione degli oggetti con l'uso dei costruttori.

#### PHP 5
Nella versione 5 il nome della funzione deve essere __destructor().
```
class
 
Point

{

   
private
 
$x
;;

   
private
 
$y
;

   
public
 
function
 
__destructor
 
(
 
)

   
{

        
// ... codice qui ...

   
}

}

```